# Kardynałowie z nominacji Grzegorza XII
Papież Grzegorz XII (1406–1415) mianował 11 kardynałów na 2 konsystorzach:

## 9 maja 1408
1. Antonio Correr CanReg, bratanek papieża, kamerling Świętego Kościoła Rzymskiego, biskup Bolonii – kardynał prezbiter S. Pietro in Vincoli, następnie kardynał biskup Porto e S. Rufina (19 września 1408)[1], kardynał biskup Ostia e Velletri (14 marca 1431), zm. 19 stycznia 1445.
2. Gabriele Condulmer CanReg, siostrzeniec papieża, biskup Sieny – kardynał prezbiter S. Clemente[1], następnie papież Eugeniusz IV (3 marca 1431), zm. 23 lutego 1447.
3. Giovanni Dominici OP, arcybiskup elekt Raguzy – kardynał prezbiter S. Sisto[1], zm. 10 czerwca 1419.
4. Giacopo del Torso, notariusz apostolski – kardynał diakon S. Maria Nuova, zm. 1414

## 19 września 1408
1. Ludovico Bonito, arcybiskup Tarentu – kardynał prezbiter S. Maria in Trastevere, zm. 18 września 1413.
2. Angelo Cino, biskup Recanati – kardynał prezbiter S. Stefano al Monte Celio, zm. 21 czerwca 1412.
3. Angelo Barbarigo, biskup Werony – kardynał prezbiter Ss. Marcellino e Pietro[1], zm. 16 sierpnia 1418
4. Bandello Bandelli, biskup Rimini – kardynał prezbiter S. Balbina[1], zm. 25 grudnia 1415
5. Luca Manzoli OHum, biskup Fiesole – kardynał prezbiter S. Lorenzo in Lucina, zm. 14 września  1411.
6. Vicente de Ribas OSB, przeor Montserrat – kardynał prezbiter S. Anastasia, zm. 10 listopada 1408
7. Pietro Morosini, kanonik w Treviso, protonotariusz apostolski – kardynał diakon S. Maria in Cosmedin[1], następnie kardynał diakon S. Maria in Domnica (1418?), zm. 11 sierpnia 1424

Phillip Repington CanReg, biskup Lincoln oraz Mateusz z Krakowa, biskup Wormacji, nie przyjęli nominacji.